# Libuše Salomonovičová
Libuše Salomonovičová, rozená Tyranská, (* 22. června 1937) je česká genealožka a bývalá pracovnice Ostravského muzea. Věnuje se mapování osudů českých židovských rodin, přičemž se zaměřuje zejména na Židy, kteří žili před druhou světovou válkou na Ostravsku. Před rokem 1939 bydlelo v Ostravě přes 12 tisíc Židů, po válce se jich do města vrátilo jen dvě stě.
Za více než dvě desetiletí práce vytvořila Libuše Salomonovičová soukromý archiv Ostravanů židovského původu, který čítá přes 20 tisíc položek. Řadě lidí tak pomohla zjistit informace o příbuzných, na které neměli kontakt nebo které považovali za mrtvé.
Spolupracuje se skupinou Ostrava - Group, která rovněž pátrá po osudech ostravských židovských rodin. Vznikla v londýnském obvodu Kingston a jejími členy jsou potomci řady židovských ostravských rodin. Libuše Salomonovičová bude spoluautorkou publikace o dějinách Ostravy a židovské komunity, v níž budou prezentovat výsledky společného výzkumu.
Podílí se také na umísťování tzv. stolpersteinů, kamenů zmizelých, které připomínají někdejší židovské obyvatele.